# أسترا لينكس
أسترا لينكس (بالإنجليزية: Astra Linux) هي توزيعة لينكس روسية المنشأ، تُستخدم على نطاق واسع في روسيا الاتحادية بديلًا لمايكروسوفت ويندوز. صُممت في البداية لتلبية متطلبات القوات المسلحة الروسية والقوات المسلحة الأخرى ووكالات الاستخبارات. توفر التوزيعة مستوى حماية إلى حد سري للغاية ضمن درجات سرية المعلومات الروسية وذلك عبر التحكم الإلزامي بالوصول. مُنحت التوزيعة شهادات رسمية من وزارة الدفاع الروسية والخدمة الاتحادية للرقابة على الصادرات والتقنية وخدمة الأمن الاتحادية.
في عقد 2010، بينما سعت السلطات الروسية وقطاع الصناعة إلى خفض الاعتماد على المنتجات الغربية، أصبحت توزيعة أسترا لينكس واسعة الانتشار على مستوى المدنيين في روسيا بصفة نظام تشغيل للحواسيب الشخصية. إلى جانب القوات المسلحة والشرطة، تُورد التوزيعة للمؤسسات الصحية والتعليمية والقطاعات الأخرى، بالإضافة إلى شركات كبرى في الصناعة مثل سكك الحديد الروسية وجازبروم وروس أتوم وغيرها. وعدد من إصدارات أسترا لينكس مرخصة للعمل على معدات هواوي.